# Asplenium delicatulum
Asplenium delicatulum är en svartbräkenväxtart som beskrevs av Karel Presl. Asplenium delicatulum ingår i släktet Asplenium och familjen Aspleniaceae. Utöver nominatformen finns också underarten A. d. cocosensis.